# Gare de Varkaus
La gare de Varkaus (en finnois : Varkauden rautatieasema  est une gare du réseau  ferroviaire de Finlande située à Varkaus en Finlande.